# Pamprepio
Pamprepio (in greco antico: Παμπρέπιος?, Pamprépios; in latino Pamprepius; Panopoli, 29 settembre 440 – Papurius, tra il 2 e il 30 novembre 484) è stato un filosofo e poeta bizantino di culto pagano, che partecipò ad un tentativo di usurpazione contro l'imperatore Zenone.
Damascio lo definì un poeta brillante, Malco un politico acuto, ma brutto, arrogante, senza scrupoli e traditore; Retorio, un astrologo egiziano, lo definì un ciarlatano e un libertino. È stato paragonato a Claudiano, in quanto entrambi questi poeti riuscirono a guadagnarsi otto anni di potere politico al fianco di usurpatori.  È considerato l'ultimo poeta pagano.
La sua vita è nota con inusuale precisione in quanto è stato ritrovato l'oroscopo compilato da Retorio all'inizio del VI secolo.

## Biografia

### Studi
Pamprepio era nato in Egitto, a Panopoli, nei pressi di Tebe, il 29 settembre 440; il ritrovamento di un oroscopo, identificato con quello di Pamprepio, permette di dire che nacque alle 15:48. Di brutto aspetto, aveva però notevoli qualità intellettuali. Si dedicò alla letteratura, specialmente alla poesia; probabilmente apparteneva alla scuola di Nonno, originario della sua stessa città. Era un grammatico (filologo), divenuto molto famoso come poeta nel suo paese. A 33 anni, nel 473, si trasferì in Grecia, dove passò molto tempo ad Atene e dove sposò una donna ricca. Divenne professore di grammatica, studiando allo stesso tempo filosofia sotto la guida del filosofo neoplatonico Proclo e avendo come condiscepoli diversi allievi che andarono in seguito a ricoprire posizioni importanti nell'Impero: Marcellino (generale romano), Antemio (imperatore d'Occidente), Illo Puseo (console romano e prefetto del pretorio) e Flavio Messio Febo Severo (console e prefetto di Roma).
Entrò in contrasto, fino a riportarne conseguenze fisiche, con il proprio patrono, Theagenes — un cittadino importante di Atene, forse un magistrato; è possibile che la ragione di questo attacco fosse collegata alla sua ambizione di diventare il più famoso di tutti i filosofi ad eccezione di Proclo.

### Incontro con Illo
Da Atene si recò a Costantinopoli, dove giunse nel maggio 476 (a 35 anni e 8 mesi); qui si presentò come un mago o un iniziatore e raggiunse la fama grazie alla sua cultura e alla sua bravura professionale. Un ufficiale isaurico di nome Marso lo presentò all'isaurico Illo, potente magister officiorum dell'imperatore Zenone, anch'egli di origine isaurica. Pamprepio guadagnò il favore di Illo declamandogli un discorso sull'anima; Illo utilizzò la propria influenza per far nominare Pamprepio professore, aumentando il suo salario statale con dei fondi personali, e indirizzandogli dei discepoli.
La sua intimità con Illo e l'influenza che esercitava sul generale originarono nuovamente l'invidia di molti; la sua reputazione soffrì della sua pratica della divinazione, mentre il suo aperto sostegno del paganesimo in una città cristiana come Costantinopoli non poté che creargli altri nemici. Tra questi erano l'imperatore Zenone e l'imperatrice vedova Verina (moglie del suocero e predecessore di Zenone); in occasione di un viaggio di Illo nella natìa Isauria, Pamprepio fu condannato all'esilio dai due imperatori con l'accusa di aver tentato di utilizzare le sue capacità divinatorie in favore di Illo e contro Zenone; si recò dunque a Pergamo. Illo, ben sapendo che la causa dell'esilio del poeta era stata la loro amicizia, accolse Pamprepio nella propria casa e, al suo ritorno nella capitale, lo portò con sé, facendolo nominare senatore, console onorario, quaestor Sacri Palatii e dopo qualche tempo patricius, una posizione massimamente prestigiosa.
Nel 479 Flavio Marciano, figlio dell'imperatore d'Occidente Antemio e cognato di Zenone, si ribellò e mise sotto assedio l'imperatore d'Oriente a Costantinopoli. Inizialmente Illo si perse d'animo, ma Pamprepio dichiarò che la provvidenza era dalla loro parte e quando Illo catturò i rivoltosi, Pamprepio ottenne una fama di chiaroveggente. Da allora Illo tenne sempre vicino a sé Pamprepio, consultandolo frequentemente. I due passarono l'inverno 479/480 a Nicea, in quanto Pamprepio era impopolare a Costantinopoli.

### Rivolta contro Zenone
Verso la fine del 481 o l'inizio del 482, Pamprepio si recò ad Alessandria d'Egitto, dove incontrò i rappresentanti della comunità pagana, che cercò di convincere ad aiutarlo in una rivolta contro Zenone, mostrando loro degli oracoli e delle profezie che assicuravano l'imminente caduta del Cristianesimo, ma senza ottenerne il sostegno. Si inserì anche nelle dispute tra le varie correnti cristiane, sostenendo l'elezione del niceno Giovanni Talaia in opposizione a quella del monofisita Pietro Mongo, ma anche in questo non ebbe successo.
I giochi di potere a corte — che coinvolgevano Zenone, Verina, Illo e la figlia di Verina, nonché moglie di Zenone, Ariadne — degenerarono in uno scontro, che vide Illo oggetto di due tentativi di assassinio da parte di Verina e Ariadne. Illo decise allora (484) di ritirarsi dalla corte e di recarsi, assieme a Pamprepio, a Nicea e da lì, con la scusa di cambiare aria e di curare la ferita causatagli dal secondo attentato, di recarsi in Oriente, del quale era stato nominato magister militum. Qui si ribellò a Zenone, elevando al trono Leonzio, un funzionario siriano, e nominando Pamprepio magister officiorum.
Dopo alcune vittorie iniziali, le forze di Illo furono sconfitte dall'esercito di Zenone e costrette a rifugiarsi nella fortezza di Papurius; Illo scoprì che Pamprepio faceva il doppio gioco per cercare di salvarsi: nel novembre del 484 lo mise a morte e fece gettare la sua testa oltre i bastioni della fortezza.
La presenza di Pamprepio ha fatto supporre che la rivolta di Illo fosse in qualche modo un tentativo di restaurare il paganesimo, ma l'ipotesi non ha riscosso successo tra gli studiosi. È comunque accertato che i ribelli cercarono il sostegno preventivo della comunità pagana di Alessandria, che infatti pagò il sospetto di essere dalla parte di Illo con una persecuzione; esiste anche una lettera scritta da un pagano convertito al Cristianesimo di nome Paralio ai propri ex-correligionarii, in cui ricorda come avessero pregato e sacrificato per il successo della rivolta di Illo e Pamprepio contro Zenone e come avessero ricevuto molti oracoli indicanti la vittoria dei pagani, ma come alla fine il «potente» Cristianesimo fosse prevalso.

## Opere
Sono note due opere di Pamprepio, entrambe andate perdute:
- Ἰσαυρικὰ, Isaurica: poema epico riguardante l'Isauria, la regione dell'Asia minore che era il paese d'origine di Illo e Zenone, quindi riguardante la restaurazione di Zenone contro Basilisco nel 476 o una celebrazione di Illo;
- Ἐτυμολογιῶν ἀπόδοσις, Etymologiarum expositio, in prosa.

Sono state attribuite a Pamprepio alcuni frammenti di opere, tra cui un possibile panegirico a Theagenes e un lamento per l'abbandono di Atene.